# アーティッタヤウォン
アーティッタヤウォン王（泰: สมเด็จพระอาทิตยวงศ์ 1618年 - 1637年）はタイのアユタヤ王朝の26代目の王。ソンタム王の子。即位当時あまりに幼すぎたため官吏の不信感がたまり、後のプラーサートトーン王によってわずか37日間即位した後廃された。後の1637年、手勢100人程度を集めて王宮を襲撃したが失敗、処刑された。